# Der Tabakhändler
Der Tabakhändler, englischer Originaltitel The Sot-Weed Factor, ist ein erstmals 1960 veröffentlichter Roman des amerikanischen Schriftstellers John Barth (1930–2024). 1967 erschien eine vom Autor revidierte und um 50 Seiten gekürzte Neufassung dieses Romans, der als eines der Hauptwerke der amerikanischen Postmoderne gilt.
Die Handlung ist angelehnt an das 1708 erschienene satirische Versepos gleichen Namens, in dem der obskure englische Dichter Ebenezer Cook (ca. 1667–1732) seine unerfreulichen Erfahrungen nach seiner Auswanderung in der nordamerikanischen Kolonie Maryland schilderte. Cook, über dessen Leben kaum etwas historisch Gesichertes bekannt ist, ist auch der Erzähler von Barths Werk, und gerät hier ebenfalls – zumeist in Begleitung seines verschlagenen Dieners – in zahlreiche missliche, oft groteske Situationen, in denen insbesondere er immer aufs Neue seine Jungfräulichkeit verteidigen muss. Wie in vielen barocken Pikaresken (etwa Potockis Die Handschrift von Saragossa) verflüchtigt sich die Handlung oftmals in verwickelten Exkursen und Wechseln der Erzählebenen und -instanzen; insbesondere thematisiert der Roman die Absurdität seines Plots in zahlreichen metafiktionalen Ausführungen und ist somit im Grunde als „Antiroman“ angelegt.

## Inhalt
Barths Romanfigur des Ebenezer Cook (auch alternative Schreibweise Cooke) wurde 1666 mit seiner Zwillingsschwester Anna in der nordamerikanischen Kolonie Maryland geboren. Nach dem Tod der Mutter bei der Geburt kehrt der Vater nach England zurück und gibt die Kinder in die Obhut Henry Burlingames als Vormund, bis Ebenezer die Universität besucht. Ebenezer bricht sein Studium allerdings ab und soll in einem Londoner Kontor darauf vorbereitet werden, das väterliche Anwesen in Maryland zu übernehmen. Der junge Ebenezer fühlt sich, obwohl er noch keine einzige Zeile geschrieben hat, zum Dichter berufen und verbringt seine Freizeit vornehmlich in der Schenke. Dort lernt er auch die Prostituierte Joan Toast kennen, die er jedoch unberührt lässt. Er verliert einen Wettstreit mit seinen Freunden um Joan und sein Vater ist gezwungen, seine Schulden zu begleichen. Burlingame ernennt ihn in der Maske Baron Baltimores, des früheren Eigentümers der Kolonie, zum Poeta laureatus. Daraufhin verlässt Ebenezer England in der Absicht, das Loblied der Kolonie in einer Marylandiade zu dichten und als Dichter seine Keuschheit zu bewahren. Schon auf der Überfahrt und anschließend bei seinem Aufenthalt in Maryland hat Ebenezer im weiteren Verlauf zahlreiche kaum vorstellbare Abenteuer zu bestehen. Am Ende verliert er seine Unschuld an die inzwischen von Drogen und Geschlechtskrankheiten grässlich entstellte Joan, die er in der Zwischenzeit, ohne es zu wissen, bereits geheiratet hatte, und gewinnt so das ererbte Anwesen zurück.

## Interpretationsansatz
Trotz verschiedener Rückblicke in die Jugend des Protagonisten Ebenezer Cook und in die frühe Geschichte der englischen Kolonie Maryland wie auch mehrerer Ausblicke auf das weitere Schicksal der Romanfiguren im Epilog konzentriert sich der Roman auf über 800 Seiten in großer epischer Breite im Wesentlichen auf die Jahre 1694/95, die Überfahrt nach Maryland und die Abenteuer, die Cook zu bestehen hat, um Malden, den Besitz seines Vaters, übernehmen zu können.
Barth nimmt damit einerseits die Tradition des historisch-kritischen Romans auf, wie sie beispielsweise William Makepeace Thackeray in The History of Henry Esmond (1852) entwickelt hatte, greift andererseits aber auch auf das Genre des Abenteuerromans zurück, das beispielsweise in Tobias Smolletts Roderick Random (1748) ausgeformt wurde. Allerdings parodiert Barth in seinem Werk diese Vorläufer; mit einer geschickten Imitation der Sprache seiner Vorgänger führt Barth den Leser durch eine bunte Fülle von Liebesabenteuern, Piratenüberfällen oder Indianerangriffen. Zwar bleibt der Leser in Spannung, wird aber gleichzeitig immer wieder durch schier unglaubliche Zufälle in die Irre geführt, die die erwartete Zuverlässigkeit bzw. Glaubwürdigkeit des Erzählers in Frage stellen.
Bereits während der Reise erlebt Baths Cook zahlreiche Abenteuer, die zwei Fragen aufwerfen: die nach seiner Identität sowie derjenigen seines früheren Tutors Henry Burlingame und die nach seiner Unschuld. Cook wird als vermeintlicher Anhänger Lord Baltimores in die Auseinandersetzungen der politischen Parteien verwickelt; sein Leben ist ständig bedroht. Er entkommt, da sich andere zumeist ohne sein Wissen für ihn ausgeben. In gleicher Weise, wie andere sich für Cook ausgeben, übernimmt Lord Baltimore eine Vielzahl anderer Rollen. Barths Spiel mit den Masken, das die Identität der Beteiligten immer wieder in Frage stellt, durchzieht den gesamten Roman. Am Ende kann der Gegner Cooks, John Code, nicht identifiziert werden; Burlingame verschwindet und Cook weiß nicht, wer sein Tutor war bzw. was aus ihm geworden ist.
Dieses Infragestellen der Identitäten liegt in einem Menschenbild begründet, nach der der Mensch „der Narr des Zufalls“ und das „Spielzeug der ziellosen Natur“ ist, nicht mehr als eine „Fliege in den Winden des Chaos“ (Chance’s fool, the toy of aimless nature – a mayfly flitting down the winds of chaos, S. 372).
Sollte der Mensch um seine Bestimmung wissen, würde er zwangsläufig wahnsinnig werden. Davor kann er sich nur schützen, indem er sich darüber keinerlei Gedanken macht. Er kann sich aber des Nichts, das seine Seele ausmacht, bemächtigen und es nach seinem Willen formen (S. 373). In dieser nihilistischen Sichtweise wird der Mensch derart zum Schöpfer seiner eigenen Identität. Diese schafft sich auch der Protagonist des Romans, indem er seine Unschuld als höchsten Wert und seine Ambition, Dichter zu werden, bewahrt. Diese Ambition wiederum ist nach Cooks Auffassung die Grundlage seiner Unschuld. Burlingame dagegen versucht seine Identität durch die Entschlüsselung seiner Herkunft zu gewinnen. So steht die Identität der Romanfiguren im Einklang mit der jeweiligen Suche nach ihr. Burlingame verschwindet als Person von der Bildfläche, nachdem er seine Herkunft in Erfahrung gebracht hat; Cook wird zum bedeutungslosen Schreiber, nachdem er sich gezwungen sah, seine Unschuld zu opfern, und zum lorbeergekrönten Dichter geworden ist, d. h. zum poeta laureatus ernannt wurde.
Cooks Geschichte seiner Unschuld beginnt, als er den Versuchungen der Dirne Joan Toast widersteht: Am Ende heiratet er Joan jedoch, nachdem diese ihm nachgereist ist und kaum vorstellbare Abenteuer erlebt hat, die zumeist mit einer Vergewaltigung endeten. Ebenezer Cook geht nicht nur formal die Ehe mit ihr ein, sondern vollzieht sie auch, um so den Besitz seines Vaters zurückzuerhalten, der zwischenzeitlich an Joan gefallen war. In seiner Rolle als Dichter glaubt Cook dagegen, sich nicht auf das reale Leben einlassen zu dürfen, erkennt darin am Schluss allerdings seinen großen Fehler: “This was the great mistake I made in starting: the poet must fling himself into the arms of Life” (S. 511). Um seine Unschuld als Emblem seiner Distanz zum wirklichen Leben nicht preisgeben zu müssen, hatte er andere gefährdet und insbesondere Joan endgültig in den Untergang getrieben. Der Vollzug der Ehe mit Joan ist daher nicht allein durch die Rückgewinnung des väterlichen Besitzes motiviert, sondern ebenfalls eine Buße für die an Joan begangene Schuld (S. 801). Ironischerweise wird an dieser Stelle im Roman die Geschichte vom Sündenfall zu derjenigen von der Notwendigkeit des Sündenfalls. Die Geschichten der beiden findet ihr Ende mit dem Tod Joans bei der Geburt ihres Kindes und der Syphilis Ebenezers, der sich von Joan angesteckt hat.
In der Geschichte Burlingames, die in dem Roman ebenfalls ausführlich geschildert wird, geht es neben der Bestimmung der Identität und Herkunft darüber hinausgehend um die Geschichte des Landes im Besonderen und das Verständnis der Geschichte im Allgemeinen. Als Burlingame Ebenezer über die Freiheit in den Kolonien aufklärt (S. 181), interpretiert er in diesem Zusammenhang die stets neu postulierte Geschichtslosigkeit der Neuen Welt in der Weise, dass der Geschichtsschreiber erst die Geschichte dieser Welt schaffe, so wie der Einzelne seine Identität erst schaffe.
Diese Machbarkeit der Geschichte wird in dem Roman im Weiteren anhand der Diskrepanz zwischen Captain John Smiths General Historie of Virginia von 1624 und dessen geheimen Tagebuch, das natürlich von Barth fiktiv gestaltet wurde, verdeutlicht. Im Epilog zieht der „Autor“ daraus die Schlussfolgerung bzw. Lehre, dass wir alle mehr oder weniger unsere Vergangenheit erfinden würden. In einem bildhaften Vergleich werden hier die vergangenen Ereignisse als „Lehm bzw. Ton im Moment der Gegenwart“ bezeichnet, die wir für uns „modellieren“ müssten (“we all invent our past … the happenings of former times are as clay in the present moment that … the lot of us must sculpt”, S. 805). Die Wirklichkeit, die in der gedruckten Historie dargestellt wird, wird in dem geheimen Tagebuch Smiths, das Burlingame aufspürt, als Mythos aufgedeckt. Die Wirklichkeit, die sich aus dem Tagebuch ergibt, ist aber ihrerseits wiederum nur ein neuer Mythos, der dazu dient, „das Chaos zu überdecken, mit dem der Mensch zu leben gezwungen ist“.
Auch in den weiteren Handlungszweigen und Themen des Romans spiegelt sich die grundsätzliche Sinnlosigkeit einer Welt ohne Gott. Der Mensch lebt in diesem Chaos als Spielball von Mächten, die er nicht beherrschen kann. Trotz der Versuche der Menschen, sich in der chaotischen Welt dadurch zu behaupten, dass sie versuchen, ihr einen Sinn zu geben, zeigt das Schicksal der Charaktere im Roman nur deren Versinken im Chaos bzw. in der Bedeutungslosigkeit.
Cook arbeitet am Ende für bzw. mit einem gewissen Nicholas Lowe, als der Burlingame ihm zuletzt erschienen war. Bis zu seinem Lebensende nimmt er an, dass Burlingame sich hinter Lowe verberge. In dieser Hinsicht erscheint die Welt, die der Mensch sich erschafft, in Barths Roman „nicht als Wille und Vorstellung im Schopenhauerschen Sinne, sondern als bloße fixe Idee“. Durch die Parodie der literarischen Form des Abenteuer- und Geschichtsromans werden in The Sot-Weed Factor „als erlebt dargestellte historische und fiktive Welten zu einem Spielmaterial“, aus dem in paranoider Form Zusammenhänge oder Identitäten geschaffen werden, deren Wirklichkeiten sich immer wieder aufheben.

## Werkgeschichtlicher Hintergrund und intertextuelle Bezüge
Im literarischen Gesamtwerk Barths nimmt sein dritter Roman The Sot-Weed Factor eine zentrale Stellung ein. Einerseits greift Barth die Nihilismus-Thematik der frühen Roman auf und entwickelt sie weiter; andererseits versucht er hier erstmals die Konzeption des Romans als Kommentar und Imitation zu verwirklichen und vollzieht eine radikale Abkehr von realistischen Tendenzen.
Dabei imitiert und parodiert er unterschiedliche Gattungselemente, die in einer hybriden Mischung zusammengefügt werden. Von den Rezensenten und Interpreten ist Barths Roman daher nicht ohne Grund verschieden klassifiziert worden, teils als Farce oder burleskes Epos, teils als Antiroman, aber auch als historischer Roman oder anti-historischer Roman bzw. Parodie des historischen Romans. In bestimmter Hinsicht treffen all diese Einordnungen und Bezeichnungen zu, ohne dem Werk insgesamt allerdings gerecht zu werden.
Der Titel des Romans deutet auf ein Konzept Barths, den Roman als eine Art Mammutkommentar zu der gleichnamigen Verssatire des heute kaum mehr bekannten Dichters Ebenezer Cook(e) zu gestalten, in dem das ursprüngliche Gedicht zusammen mit seinen historischen Voraussetzungen imaginativ reproduziert wird. Der Protagonist gerät in das Ränkespiel der Kolonialpolitik, verwirft unter dem Eindruck der harten Wirklichkeit sein geplantes Epos, die Marylandiade, und verfasst stattdessen ein Spottgedicht. Dabei dichtet Barth eben jenen Sot-Weed Factor um, mit dem der historische Ebenezer Cook(e) sich zu seiner Zeit an den unwirtlichen Bewohnern der Kolonie zu rächen gedachte. In seiner Umdichtung übernimmt Barth einige Passagen des titelgebenden Gedichts im Wortlaut des Originals, verändert andere und dichtet darüber hinaus neue Zeilen im ursprünglichen hudibrastischen Versmaß hinzu.
Der Aufbau von The Sot-Weed Factor nimmt gleichzeitig das Erzähl- bzw. Strukturmuster der „Fahrt“ in Giles Goat-Boy (1966) als mythischer Quest vorweg. Allerdings verarbeitet Barth in Giles bewusst Theorien der Mythologieforschung, die den Monomythos nachahmen und parodieren, während in The Sot-Weed Factor das Imitationsobjekt primär der Schelmenroman des 18. Jahrhunderts ist. So wird etwa Fieldings Tom Jones durch ein noch verschachtelteres und komplexeres Handlungsgefüge überboten. Neben der gradlinig dargebotenen Haupthandlung finden sich zahlreiche Nebenhandlungen, die zunächst wie in einem Gewirr nebeneinander herlaufen, sich überkreuzen und scheinbar beliebig einsetzen oder abbrechen, sich am Ende aber als ein ausgeklügeltes Ganzes erweisen, in dem jede Episode oder Figur ihren Platz hat.
In gleicher Weise werden eine Vielzahl typischer Motive aus dem Repertoire des Romans im 18. Jahrhundert wie ungewisse Herkunft, Identitätssuche, Rollenspiel oder Verkleidungen, Entführungen sowie Verführungen und Vergewaltigungen aufgenommen und in opulenter Fülle ausgestaltet. Zugleich zeigen sich in Ebenezers Desillusionierungs- oder Reifungsprozess Elemente des Bildungsromans, die ebenfalls auf Tom Jones (1749) oder Smolletts Roderick Random (1748) oder Peregrine Pickle (1751) verweisen. Auch in sprachlicher Hinsicht konkurriert The Sot-Weed Factor mit dem Roman des 18. Jahrhunderts: Die Figuren sprechen das Englisch der Restaurationszeit; die fiktiven Tagebücher von Captain John Smith und Henry Burlingames Großvater sind philologisch exakt und dennoch parodierend im elisabethanischen Englisch geschrieben.
Strukturell stellt The Sot-Weed Factor darüber hinaus ein Pastiche der Erzählmuster der historischen Waverley Romane von Sir Walter Scott dar. Durch die Subversion der literarischen Konventionen in Scotts Romanen stellt Barth damit die literaturtheoretisch vor allem von Georg Lukács postulierte ästhetische Bedeutung des historischen Romans als realistische Widerspiegelung der antagonistischen geschichtlichen Kräfte grundsätzlich in Frage.
Obwohl Barths dritter Roman sich im Stil und Milieu deutlich von den beiden vorherigen Romanen unterscheidet, zeigt The Sot-Weed Factor eine auffällige thematische Kontinuität. Barth selbst bezeichnet den Roman als Fortsetzung seiner mit The Floating Opera begonnenen Nihilismus-Serie; der moderne Nihilismus wird hier anachronistisch mit dem kulturellen Milieu zu Beginn des 18. Jahrhunderts verbunden.
Auch ein Lieblingsmotiv Barths, das erotische Dreiecksverhältnis zwischen zwei Männern und einer Frau, taucht in grotesker Überzeichnung in der latenten, teils aber offen eingestandenen Liebesbeziehung zwischen Ebenezer, seiner Zwillingsschwester Anna und Burlingame wieder auf. Dabei verkörpern Ebenezer und Burlingame wie die männlichen Protagonisten in The Floating Opera und The End of the Road geistige Doppelgänger, die vordergründig antithetische Spielarten des Nihilismus repräsentieren; die Frau fungiert gleichsam als „Katalysator für die geistige und latent erotische Auseinandersetzung der Männer“. Die konventionelle Dreiecksbeziehung wird allerdings endgültig zur Farce, als Burlingame unverblümt seine Liebe zu beiden Zwillingen erklärt und darin die prinzipielle Verkörperung eines kosmischen Dualismus sieht.

## Rezeption
Barths Roman wird von verschiedenen Kritikern als „nihilistic comedy“ (dt. „nihilistische Komödie“) verstanden. In einer solchen Sichtweise besteht das Paradoxon dieser Komödie darin, dass aufgrund der Vergeblichkeit, dem Leben und der Realität einen Sinn abzugewinnen, das Leben anscheinend nur durch die Verneinung einer solchen Sinnlosigkeit möglich wird.
Der renommierte Amerikanist Hubert Zapf betont die gelungene Ausgestaltung der „im konventionellen Erzählen angelegten und ungenutzten Möglichkeiten des Schelmen- und Abenteuerromans“ in The Sot-Weed Factor und verweist darauf, dass neben dem gattungsspezifischen Bezug in Barths Roman darüber hinaus jeweils auch ein intertextueller Bezug zu literarischen und mythologischen Quellentexten besteht. Das gleichnamige Gedicht des tatsächlichen Dichters Ebenezer Cook aus dem frühen 18. Jahrhundert wird von Barth aufgenommen, um in seinem Werk die spärlichen Fakten über diesen Schriftsteller fiktiv zu ergänzen. Zapf zufolge schafft Barth mit dieser „postmoderne[n] Auffüllung“ eine „Art metafiktionale Biographie im Kontext der amerikanischen Kolonialgeschichte“.
Dabei werden nach Zapf „das mit der Kolonie Maryland in Verbindung gebrachte Ideal des American Dream, die naive Unschuld des Dichters sowie sein Wunsch, eine ‚Marylandiad‘ zu verfassen ... durch ständige Parodierungen unterlaufen“. Barth liefert Zapf zufolge ebenso mit seiner Ausgestaltung der als Dreiecksverhältnis konzipierten Beziehung der Hauptfiguren ein exemplarisches Beispiel für das in der postmodernen Charaktergestaltung zum Tragen kommende „Prinzip der Reduktion auf einen wesentlichen Kern“ sowie der „Expansion im ausufernden Rollenspiel“.
Literaturgeschichtlich wird Barths The Sot-Weed Factor mehr als fünfzig Jahre nach seiner Erstveröffentlichung zu den einflussreichsten historischen Romanen seiner Zeit gezählt und gilt als wichtiger Meilenstein („major landmark“) in der weiteren Entwicklung der postmodernen historischen Fiktion.

## Ausgaben
- The Sot-Weed Factor. Doubleday, New York 1960. (amerikanische Erstausgabe)
- Der Tabakhändler. Deutsch von Susanna Rademacher. Rowohlt, Reinbek bei Hamburg 1970. (deutsche Erstausgabe)

## Sekundärliteratur
- Richard A. Betts: The Joke as Informing Principle in “The Sot-Weed Factor”. In: College Literature, Vol. 10, No. 1, Winter 1983, veröffentlicht von der Johns Hopkins University Press, S. 38–49.
- Martin Christadler (Hrsg.): Amerikanische Literatur der Gegenwart in Einzeldarstellungen (= Kröners Taschenausgabe. Band 412). Kröner, Stuttgart 1973, ISBN 3-520-41201-2.
- Christopher Conti: Nihilism Negated Narratively: The Agency of Art in The Sot-Weed Factor. In: Papers on Language & Literature 47:2, 2011, S. 141–61.
- Brian W. Dippie: “His Visage Wild; His Form Exotick”: Indian Themes and Cultural Guilt in John Barth’s The Sot-Weed Factor. In: American Quarterly 21:1, 1969, S. 113–121.
- Alan Holder: “What Marvelous Plot … Was Afoot?” History in Barth’s “The Sot-Weed Factor”. In: American Quarterly 20:3, 1968, S. 596–604.
- Franz Link: Experimentelle Erzählkunst – The Sot-Weed Factor, 1960. In: Franz Link: Amerikanische Erzähler seit 1950. Themen – Inhalte – Formen. Schöningh, Paderborn 1993, ISBN 3-506-70822-8, S. 325–328.
- Manfred Pütz: John Barth’s The Sot-Weed Factor: The Pitfalls of Mythopoesis. In: Twentieth Century Literature, Vol. 22, No. 4, Dezember 1976, S. 454–466. Veröffentlicht von der Duke University Press.
- Robert Scott: “Dizzy with the Beauty of the Possible”: The Sot-Weed Factor and the Narrative Exhaustion of the Eighteenth-century Novel. In: Debra Taylor Bourdeau, Elizabeth Kraft (Hrsg.): On Second Thought: Updating the Eighteenth-century Text. Delaware University Press, Newark 2007, ISBN 978-0-87413-975-4, S. 193–209.
- Marcin Turski: The Experience of the Frontier in John Barth’s The Sot-Weed Factor. In: Studia Anglica Posnanensia 30, 1996, S. 183–189.
- Buell Wisner: Textual Relics and Metaphysical Flux: Anti-Historicism in John Barth’s “The Sot-Weed Factor”. In: The CEA Critic, Vol. 76, No. 1, März 2014, veröffentlicht von der Johns Hopkins University Press, S. 37–51.
- Heide Ziegler: John Barth’s ‘Sot-Weed Factor’ Revisited: The Meaning of Form. In: Amerikastudien / American Studies 25, 1980, S. 199–206.